# Sinfonía n.º 7 (Mahler)

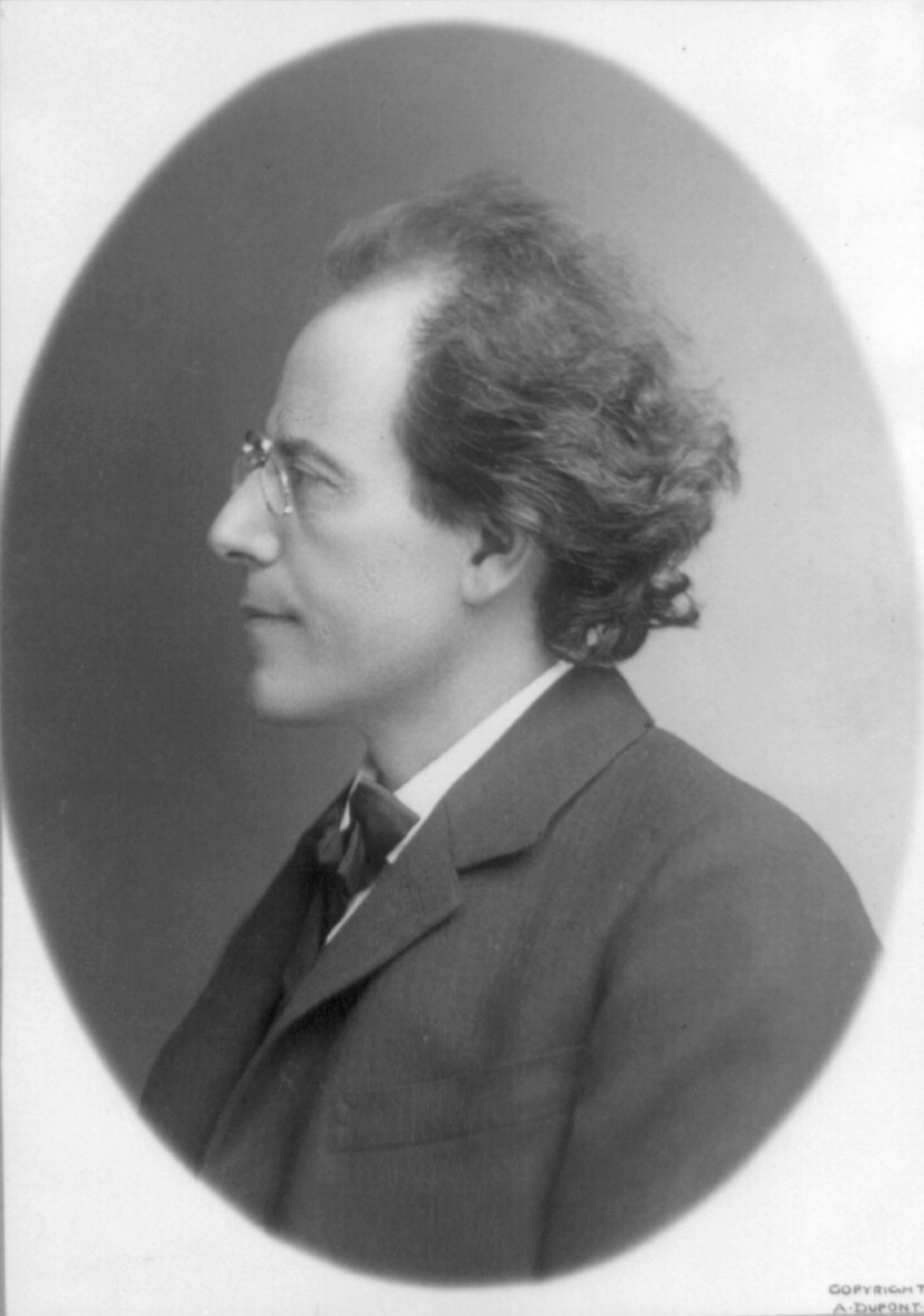
Gustav Mahler 1909.

La Sinfonía n.º 7 en mi menor, también llamada Canción de la noche o en alemán Lied der Nacht, es la séptima sinfonía que compuso Gustav Mahler entre 1904 y 1905. Constituye el punto más avanzado del modernismo de Mahler. Se trata de la sinfonía del compositor que más tardó en ser llevada al disco (1953), y la menos popular.

## Historia

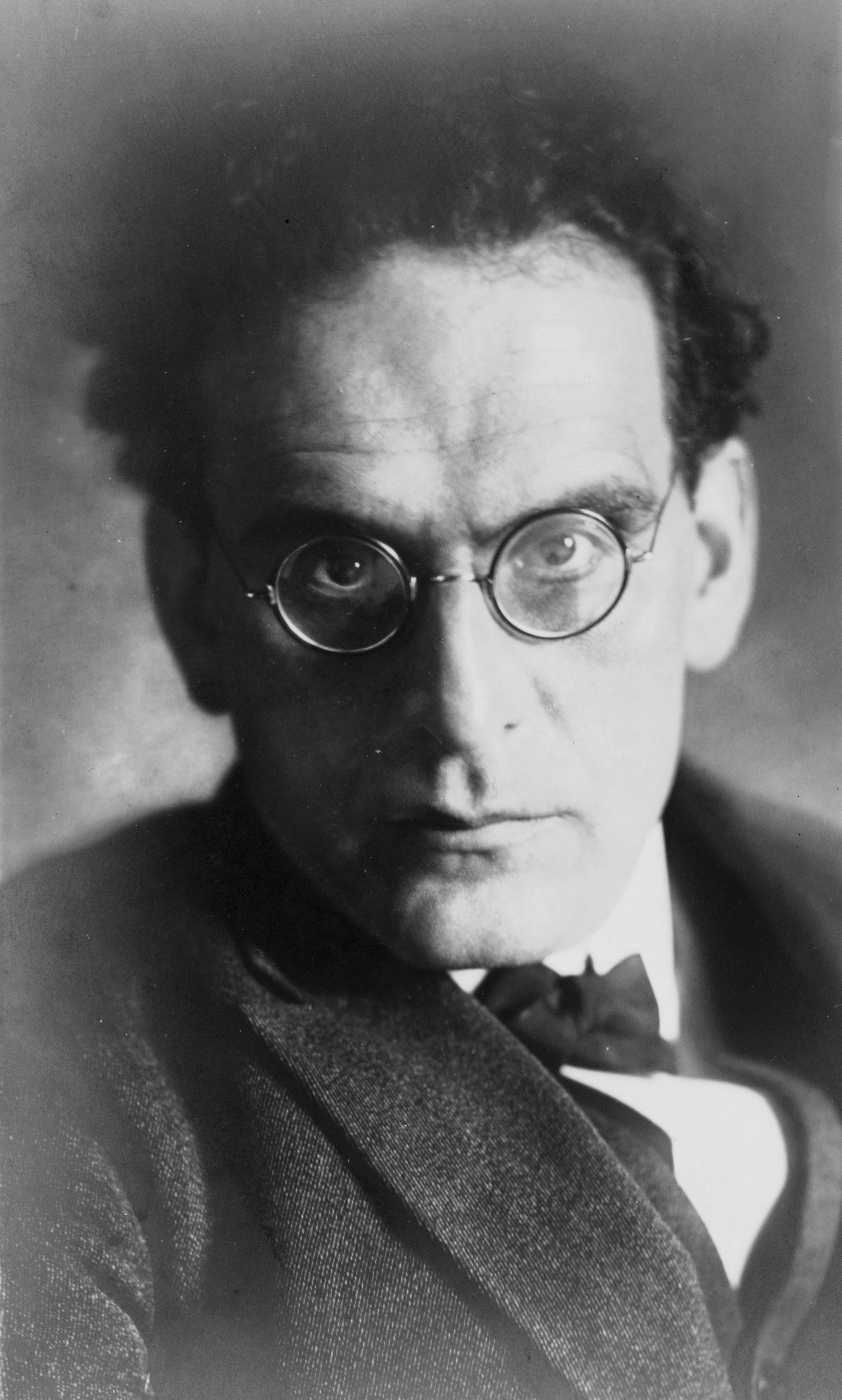
Otto Klemperer.

La dificultad de delimitar la unidad entre los distintos movimientos de la Séptima es quizá debida al hecho de que los dos Nachtmusiken se hayan compuesto antes de los tres movimientos restantes, mientras Mahler trabajaba aún sobre su Sexta Sinfonía. Era la primera vez que trabajaba simultáneamente en dos obras. Encontró un año más tarde la inspiración para los tres movimientos restantes, que escribió solamente en cuatro semanas. El estreno tuvo lugar en Praga el 19 de septiembre de 1908, bajo la dirección del propio Mahler a la Orquesta Filarmónica Checa. Entre los asistentes se encontraba Otto Klemperer, director en aquel entonces de la Deutsches Landestheater de la ciudad, por recomendación del propio Mahler.

## Instrumentación
| Maderas Flautín 4 Flautas (4ª doblando al 2º flautín) 3 Oboes (3º doblando corno inglés) 3 Clarinetes en Si bemol y La Clarinete bajo en Si bemol y La Clarinete en Mi bemol 3 Fagotes (3º doblando Contrafagot) Metales 4 Trompas en Fa Trompa tenor en Si bemol 3 Trompetas en Fa y Si bemol 3 Trombones Tuba | Percusión Timbales bombo Caja Platillos Triángulo Tam-tam Pandereta Glockenspiel 3 Campanas graves Cencerros | Cuerdas 2 Arpas guitarra mandolina Violines I y II Violas Violonchelos Contrabajos |

## Estructura y análisis
La sinfonía consta de cinco movimientos:
- I. Langsam (en si menor) – Etwas weniger langsam – Nicht Schleppend – Allegro con fuoco, en mi menor
- II. Nachtmusik. Allegro moderato, en do mayor
- III. Scherzo. Schattenhaft, en re menor
- IV. Nachtmusik. Andante amoroso, en fa mayor
- V. Rondo – Finale. Tempo I (Allegro ordinario), en do mayor

La interpretación de esta obra dura aproximadamente 80 minutos. La séptima sinfonía es la última de las tres sinfonías intermedias puramente instrumentales 5 a 7. Al igual que la Quinta sinfonía, consta de cinco movimientos en lugar de los cuatro clásicos. La fase creativa anunciada en esta Quinta sinfonía continúa en la Séptima sinfonía. Aquí, también, Mahler aplica su cromatismo más progresivo y en algunos lugares supera los límites de la tonalidad, lo que apunta a la Novena sinfonía. Sin embargo, esto sucede con menos intensidad y más raramente que en las dos obras anteriores. El estilo de marcha del movimiento principal encuentra un modelo en algunos otros movimientos principales de las sinfonías de Mahler, en las que también recurre a esta forma, que es su preferida. Los movimientos de marcha a gran escala también se pueden encontrar en las sinfonías 3.ª, 5.ª y 6.ª. Destaca el uso renovado y llamativo de elementos folklóricos. El uso de las esquilas de rebaño recuerda a la Sinfonía núm. 6 anterior, en la que se utilizaban para representar un intervalo idílico en medio de la tragedia. Aquí su sonido representa una imagen de "soledad sobrenatural" que, según Mahler, simboliza "el último saludo de los seres terrenales de cara a la eternidad". Único en las obras de Mahler y extremadamente inusual para grandes sinfonías es el uso de la guitarra y la mandolina. Los dos movimientos de música nocturna, que también son únicos, ayudan a crear una imagen de las visiones románticas de Eichendorff. El lugar del arte, especialmente en la época romántica, era la noche envuelta en misterio. Wagner describe el comienzo de "ese otro mundo" en la frontera entre la noche y el día. La idea del músico sonámbulo presente en esta sinfonía proviene de Schopenhauer. Una vez más, estas imágenes idílicas representan islas en los turbulentos acontecimientos sinfónicos, elementos definitivamente programáticos que permiten una interpretación especial de la música, que Mahler solía querer impedir. Esto ya se puede ver en el hecho de que el diálogo de trompa al comienzo de la primera música nocturna recuerda a la Scène aux Champs de la Symphonie fantastique de Hector Berlioz, que es una obra decididamente programática. La 7ª sinfonía representa así una novedad en la música de Mahler en cuanto a algunos elementos creativos, lo que también se aplica al eufórico movimiento final, ya que tal espectáculo jubiloso no se encuentra en ningún otro movimiento final mahleriano. El esplendor festivamente exagerado desmiente lo que en realidad es un movimiento inusualmente simple, por el que Mahler fue acusado repetidamente de satirizar la obertura de Richard Wagner para la ópera Los maestros cantores de Núremberg.

### I.Langsam (Adagio) - Allegro con fuoco
El primer movimiento es una forma sonata. La introducción lenta, en tono menor, crea un clima misterioso, gracias a su extraño ritmo de marcha lenta. La sombría melodía, interpretada por un tenorhorn, contribuye a crear este ambiente. Gradualmente el tempo se acelera hasta alcanzar el Allegro, en el que se alternan los tonos mayor y menor, mientras se desarrolla el tema principal, de carácter resuelto y decidido. Una sección central introduce un momento de calma y reflexión, que da paso a la reexposición, en la que reaparece el clima sombrío de la introducción, con solos del tenorhorn y el trombón. En la intensa coda triunfa el tono mayor.
Aunque el primer movimiento en mi menor tiene forma de sonata, de acuerdo con las reglas de una sinfonía clásica, se interpreta con mayor libertad. El movimiento principal real está precedido por una introducción en Adagio sombría y opresiva. Las cuerdas y los vientos bajos comienzan con un ritmo en movimiento similar a una marcha fúnebre, al estilo de Anton Bruckner, después de lo cual la trompa tenor despliega un lamento entrecortado. Ritmos punteados y un estilo lúgubre crean una atmósfera ominosa y abismal. Este acorde perezoso se acelera cada vez más hasta convertirse en un impulso estimulante, que implica una acción de succión. Fanfarrias y breves fragmentos de motivos conducen a la sección principal de Allegro. El tema principal se desarrolla a partir del motivo de la marcha de la introducción y en este estilo recuerda a la trágica sexta sinfonía anterior. Un segundo tema en Do mayor, con un cromatismo claramente desplazado, es de carácter más pacífico. En medio del desarrollo, la música inesperadamente se detiene casi por completo. Un motivo de tres notas suena en las trompetas por encima de los altos trémolos de los violines. Una progresión de acordes similar a un coral sigue en una interpretación "muy solemne y sostenida". Esto también se deriva en una forma muy modificada de la introducción. Un glissando de arpa abre una sección extrañamente etérea. Según Mahler, una "perspectiva de un mundo mejor". La visión se desvanece abruptamente con el inicio de la recapitulación y el tema recurrente de la marcha. El estilo sombrío incluso se acentúa aquí en comparación con la exposición. Solo con dificultad regresa el Allegro, que aparece extrañamente distorsionado con figuras que lo acompañan en parte disonantes. Finalmente, después de un cambio radical, el tema principal reaparece en un mi mayor radiante, lo que lleva al cierre jubiloso del movimiento.

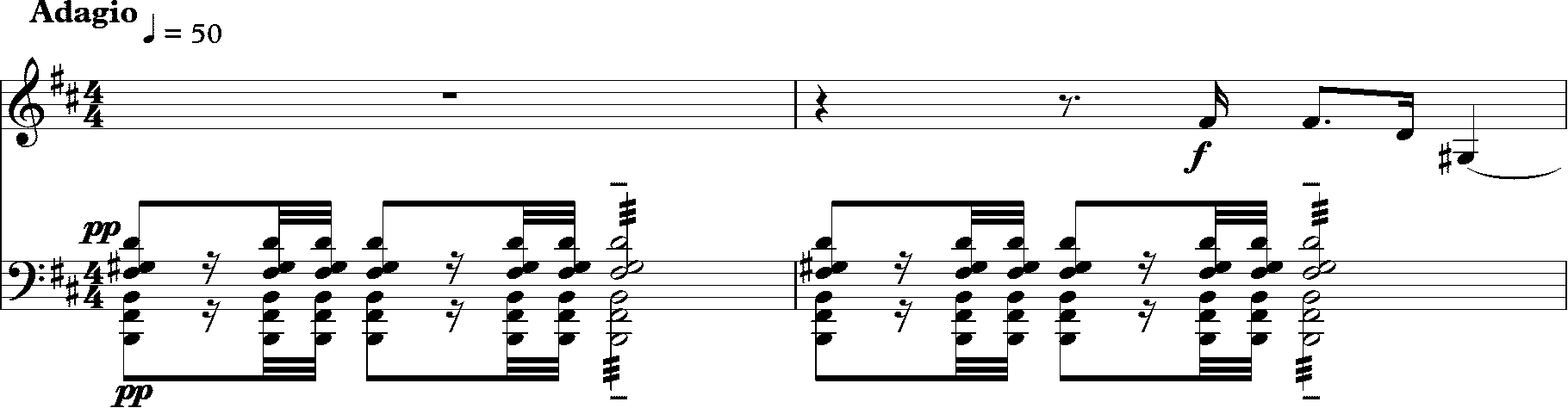
Reducción para piano del comienzo de la obra.

### II.Nachtmusik I
El segundo movimiento es la primera Nachtmusik ("música nocturna") de las dos músicas nocturnas que Mahler insertó en la sinfonía, marcada Allegro moderato - Molto moderato, y presenta una estabilidad de tempo extraña en Mahler. También es extraño el carácter de marcha militar lenta, que no casa muy bien con su tono de "nocturno". Dos seguidores de Mahler, Alphons Diepenbrock y Willem Mengelberg, señalaron que la inspiración para la composición de este movimiento le llegó a Mahler después de contemplar "La ronda de noche", de Rembrandt, en el Rijksmuseum de Ámsterdam.
A diferencia de la denominación no oficial Canción de la noche de la sinfonía, este título del movimiento proviene del propio Mahler. Se pretende lograr la imagen de un "músico sonámbulo". Esta música nocturna comienza con un diálogo entre el primer y el tercer corno, que recuerda a la Scène aux Champs de la Symphonie fantastique de Héctor Berlioz. El motivo del primer corno se convierte en el motivo central de todo el movimiento. Le sigue una imitación de numerosos cantos de pájaros, que se entretejen en una armonía cada vez más opaca. Finalmente, surge un canto de marcha, que oscila peculiarmente entre mayor y menor. Mahler vuelve a presentar un tema de marcha de estilo militar, una característica de la música de Mahler que se remonta a su infancia en la ciudad de guarnición de Iglau. El siguiente trío está ambientado en el estilo elegante de Piotr Chaikovskyi, antes de que el diálogo de las trompas comience de nuevo. Para este propósito, como en la sexta sinfonía, el sonido de las esquilas del rebaño se puede escuchar "a lo lejos". Mahler no está principalmente preocupado aquí con la representación programática de un mundo rural idílico, sino con un "ruido terrenal que se desvanece frente a la eternidad, como el último saludo de los seres vivos". La marcha también reaparece de forma contenida, aumentando lentamente. El segundo trío crea una imagen de una danza austriaca, aquí también suenan las esquilas del rebaño como acompañamiento. La señal de la trompa nuevamente conduce a una repetición del contenido del cuadro. Rápidamente vuelve a desarrollarse el tema de la marcha, que ahora se combina con las imitaciones de pájaros. La música nocturna se desvanece misteriosa y sombría en pianissimo.

### III.Scherzo
El tercer movimiento, es un scherzo, marcado como “Schattenhaft. Fliessend aber nicht schnell” (“Fantasmagórico. Fluido, pero no rápido”). La atmósfera fantástica (schattenhaft) se pone de manifiesto desde el inicio del movimiento, gracias al desplazamiento del énfasis del ritmo dentro del compás ternario. Todo el movimiento es una desfiguración del ritmo de vals vienés, con un marcado carácter expresionista, con frecuentes disonancias, y efectos orquestales, como el que, en el clímax del movimiento, requiere a los instrumentistas de la cuerda grave un pizzicato ejecutado con tal violencia (marcado fffff) que la cuerda golpee sobre la madera del mástil del instrumento. Más tarde, Béla Bartók prescribiría a menudo esta técnica.
El desarrollo del movimiento permite una adecuada conexión con la música nocturna precedente. El scherzo crea una imagen inquietante ya veces grotesca de la noche, como es típico de Mahler. Un motivo de tambor y los pizzicati de las cuerdas crean una atmósfera misteriosa. Las carreras rápidas de los violines recuerdan a su contraparte en la 2ª sinfonía de Mahler. Los grupos de trillizas acosados transmiten un sonido inquieto, sobre el que se desarrolla laboriosamente un vals distorsionado. Las espeluznantes interjecciones del viento de madera intensifican aún más el flujo misterioso y sombrío del scherzo. Incluso el trío no permite que el estado de ánimo cambie en este movimiento. El tema folklórico translúcido parece muy distorsionado. El scherzo vuelve a aparecer rápidamente con los golpes de tambor amenazadores. Un último retorno abreviado del scherzo pone fin a este misterioso movimiento.

### IV.Nachtmusik II
El cuarto movimiento es el segundo Nachtmusik, marcado Andante amoroso, Aufschwung (con impulso). Se caracteriza por la fuerte presencia del arpa, de la guitarra y también de la mandolina.
En comparación con los otros cuatro movimientos, el carácter del movimiento es más íntimo y camerístico, lo que Mahler también logra al reducir la orquesta. Mahler logra un sonido parecido a una serenata mediante el uso de guitarra, arpa, mandolina, trompa solista y violín solista. El movimiento se abre con un tema para violín solo. La guitarra y la mandolina se unen al sentido canto de las cuerdas. Provocan el dibujo musical de una escena de género romántico. En este movimiento en particular emerge una imagen del romanticismo alemán que recuerda a Joseph Eichendorff, como señala Alma Mahler. Los acordes continúan fluyendo durante largos períodos sin ningún cambio importante en el carácter. Un trío enriquece el escenario con un tema de baile. El corno inglés lleva la acción de vuelta a la línea principal. Nuevamente hay un diálogo entre la guitarra y la mandolina, que conduce a un impulso de movimiento sorprendente y una dinámica creciente y trae consigo un clímax, que se desvanece rápidamente. El movimiento termina en tonos pacíficos de la madera.

### V.Rondo - Finale
El quinto y último movimiento está titulado como Rondó - Finale, en el tiempo de Allegro ordinario. En cierto modo, la sinfonía sigue el principio que a Mahler le gustaba utilizar, per aspera ad astra. A través de la obscuridad de los movimientos anteriores, la sinfonía alcanza la luz brillante de un final solemne. El jubiloso final comienza con un motivo solemne de timbales, seguido de un tema de coro festivo y jubiloso desarrollado por toda la orquesta, que recuerda vagamente a la obertura de los Maestros Cantores de Richard Wagner. El primer pareado da un breve impulso parecido a una danza, que rápidamente es reemplazado por el tema del estribillo. En total, este estribillo vuelve no menos de ocho veces. En medio, los pareados desarrollan imágenes danzantes e idílicas que recuerdan la historia de la música, por ejemplo, suena un minueto en un dístico. El regreso del coro es siempre de la forma más solemne y constantemente jubilosa y creciente. La tendencia a veces ruidosa del movimiento hacia lo monumental parece querer unir todas las formas de apoteosis en la historia de la música, lo que conduce inevitablemente a la celebración del finale. La sinfonía termina así, en medio de un júbilo entusiasta, en una violenta stretta final a cargo de toda la orquesta, en la que también se retoma el tema principal del primer movimiento. También es digno de mención el uso del tam-tam en este final (frecuentemente interpretado como un signo de muerte en la obra de Mahler); esto también podría interpretarse como una indicación de la impresión de "celebrarse a uno mismo hasta la muerte".

## Recepción de la obra
El estreno de la 7ª sinfonía tuvo lugar el 19 de septiembre de 1908 en la sala de conciertos de la Exposición del Jubileo en Praga. Por lo tanto, tuvo lugar tres años después de la finalización de la sinfonía. La obra formaba parte del décimo Concierto Filarmónico con motivo del sexagésimo aniversario del reinado del emperador Francisco José I. Mahler, acosado por las dudas sobre su obra, trabajó en la instrumentación hasta poco antes del estreno. Recibió el apoyo de Alban Berg y Otto Klemperer, quienes también habían viajado a Praga. Sin embargo, el estreno fue un gran éxito para Mahler. A diferencia de algunas obras anteriores, como la 5ª sinfonía, las críticas fueron casi siempre positivas. Arnold Schönberg elogió expresamente la obra en una carta personal a Mahler, que entonces era su modelo artístico. El estreno vienés que siguió un poco más tarde no pudo confirmar completamente este éxito. La audiencia vienesa, mucho más crítica, se ofendió principalmente por el movimiento final. El jubiloso canto festivamente exagerado era una "terrible burla del preludio de los Maestros Cantores", remarcó un artículo periodístico crítico. De hecho, partes del final pueden interpretarse como una parodia de la obertura de los Maestros Cantores de Wagner.
Hoy en día, la obra, aunque interpretada con frecuencia en los ciclos de Mahler, es la sinfonía menos interpretada individualmente de Mahler. 

## Discografía selecta
- Claudio Abbado grabó la sinfonía tres veces: primero con la Orquesta Sinfónica de Chicago en el estudio en 1984 y luego en vivo con la Filarmónica de Berlín en 2002. También hay una grabación en DVD con la Orquesta del Festival de Lucerna.
- Vladimir Ashkenazy con la Orquesta Sinfónica de Sídney, 2011
- Daniel Barenboim con la Staatskapelle de Berlín
- Leonard Bernstein con la Filarmónica de Nueva York en 1965. Lo grabó otras dos veces: con la Filarmónica de Nueva York en 1986 y con la Filarmónica de Viena en 1974 (también grabó el video con la Filarmónica de Viena).
- Gary Bertini con Kölner Rundfunk-Sinfonie-Orchestre
- Pierre Boulez con la Orquesta de Cleveland
- Riccardo Chailly con la Real Orquesta del Concertgebouw
- Andreas Delfs con la Orquesta Sinfónica de Milwaukee
- Gustavo Dudamel con la Orquesta Sinfónica Simón Bolívar en 2014
- Iván Fischer con la Orquesta del Festival de Budapest en 2019
- Valery Gergiev con la Orquesta Sinfónica de Londres
- Michael Gielen grabó un ciclo de Mahler durante la década de 1990 con la Orquesta Sinfónica de la SWR de Baden-Baden y Friburgo.
- Bernard Haitink lo grabó dos veces, con la Orquesta del Concertgebouw y la Filarmónica de Berlín.
- Michael Halász con la Orquesta Sinfónica de la Radio Nacional de Polonia
- Jascha Horenstein con la New Philharmonia Orchestra
- Eliahu Inbal ha grabado esta sinfonía tres veces: primero con la Orquesta Sinfónica de la Radio de Frankfurt en 1986 (Denon Blu-spec CD COCO-73087), luego con la Filarmónica Checa en 2011 (Exton SACD EXCL-00077) y finalmente con la Sinfónica Metropolitana de Tokio. Orquesta en 2013. (Exton SACD OVCL-00517 y OVXL-00084)
- Mariss Jansons con la Filarmónica de Oslo, la Orquesta Sinfónica de la Radio de Baviera y una grabación en directo con la Royal Concertgebouw Orchestra
- Neeme Järvi con la Filarmónica de La Haya
- Otto Klemperer con la New Philharmonia Orchestra, grabado en 1968
- Kirill Kondrashin con la Orquesta Filarmónica de Leningrado en 1975. También hay una grabación en vivo de 1979 con la Orquesta Concertgebouw.
- Rafael Kubelík la grabó dos veces. La primera fue con la Orquesta Sinfónica de la Radio de Baviera en 1970 como parte de su ciclo completo con la orquesta. La segunda fue una grabación en vivo con la misma orquesta en 1976.
- Yoel Levi con la Orquesta Sinfónica de Atlanta
- James Levine con la Orquesta Sinfónica de Chicago
- Lorin Maazel con la Filarmónica de Viena, la Filarmónica de Nueva York y la Orquesta Philharmonia
- Kurt Masur con la Orquesta de la Gewandhaus de Leipzig
- Václav Neumann la grabó dos veces, primero en 1968 con la Orquesta de la Gewandhaus de Leipzig y en 1977-1978 como parte de un ciclo sinfónico completo con la Filarmónica Checa.
- Seiji Ozawa con la Orquesta Sinfónica de Boston
- Simon Rattle con la Orquesta Sinfónica de la Ciudad de Birmingham
- Hans Rosbaud con la Orquesta Sinfónica de la Radio de Berlín, 1952
- Hermann Scherchen con la Sinfónica de Viena y otra grabación con la Orquesta Sinfónica de Toronto
- Giuseppe Sinopoli con la Philharmonia Orchestra, grabada en 1992.
- Sir Georg Solti con la Orquesta Sinfónica de Chicago, 1971
- Klaus Tennstedt con la Orquesta Filarmónica de Londres
- Michael Tilson Thomas con la Sinfónica de San Francisco. Ganadora de dos premios Grammy por la Mejor Interpretación Orquestal y el Mejor Álbum Clásico. (Michael Tilson Thomas también grabó esta sinfonía con la Orquesta Sinfónica de Londres en 1999).
- Osmo Vänskä con la Orquesta de Minnesota
- Edo de Waart con la Filarmónica de Radio de los Países Bajos
- Hans Zender con la Rundfunk-Sinfonieorchester Saarbrücken
- David Zinman con la Tonhalle-Orchestre Zürich